# Laboratoire de physique des solides
 (septembre 2024).
 (septembre 2024).
Le Laboratoire de physique des solides est un laboratoire de la faculté des sciences de l'université Paris-Saclay, spécialisé dans l'étude la physique de la matière condensée. Situé à Orsay (à environ 25 km au sud-ouest de Paris), il est associé au Centre national de la recherche scientifique en tant qu'unité mixte de recherche. Il associe enseignants-chercheurs et chercheurs, expérimentateurs et théoriciens (une centaine de personnes) et accueille de nombreux étudiants et visiteurs (plus de soixante). Le soutien à la recherche est assuré par une soixantaine d’ingénieurs, techniciens et administratifs.

## Recherche
Les activités de recherche du Laboratoire de physique des solides couvrent un champ plus large que son intitulé ne pourrait le laisser penser. Le laboratoire s'intéresse en effet à la matière condensée dans toute sa diversité, même si les activités y sont regroupées selon trois axes principaux, impliquant un nombre de chercheurs à peu près équivalent :
- Nouveaux états électroniques de la matière,
- Phénomènes physiques aux dimensions réduites,
- Matière molle et interface physique-biologie.

Dans le premier axe sont regroupées des études tant expérimentales que théoriques ayant trait aux propriétés des fermions corrélés (supraconduction, magnétisme, transition métal-isolant, etc.)
Dans le deuxième se retrouvent les activités relevant au sens large des « nanosciences. » Elles sont ici abordées du point de vue des propriétés fondamentales, lorsque les dimensions d’un objet deviennent aussi petites que certaines distances caractéristiques (longueur de cohérence, libre parcours moyen...).
Le troisième axe, enfin, étend le concept de « matière molle » à des systèmes biologiques. Les thèmes vont donc des systèmes complexes aux tissus vivants, des cristaux liquides aux mousses, en passant par les polymères. Ces études physiques à l’interface touchent à la physico-chimie et à la biologie.

## Enseignement
Les enseignants (mais aussi les chercheurs CNRS) participent activement aux divers enseignements à tous les niveaux de la Licence et des Masters, mais aussi aux enseignements de grandes écoles et de Masters qui forment de futurs chercheurs universitaires et de futurs cadres techniques de l’industrie. Depuis 2015, l'ensemble de ces masters est mutualisé dans le cadre de l'Université Paris-Saclay.
La formation scientifique et technique des étudiants est un objectif principal du laboratoire qui, en plus des doctorants, accueille un grand nombre de stagiaires, à tous les niveaux et venus de formations très variées.

## Vulgarisation
Le laboratoire accueille une équipe qui cherche à innover l'enseignement de la physique moderne.
D'autres actions:
- Année de la supraconductivité
- 2014, Année internationale de la cristallographie

## Historique
Le Laboratoire de Physique des Solides a été fondé par André Guinier, Jacques Friedel et Raimond Castaing à la rentrée universitaire 1959 sur le campus d’Orsay, acquis en 1955 par le ministère de l’Éducation Nationale. Il a été associé au CNRS en 1966 (Laboratoire associé no 2). André Guinier a été, de 1958 à 1962, le premier vice-doyen du centre scientifique d’Orsay qui était à l’époque une annexe de la Faculté des Sciences de Paris (Sorbonne). Le Laboratoire de Physique des Solides s’est installé dans le bâtiment 210, construit pour l’École Normale, avant de déménager en 1970 dans le bâtiment 510 construit pour lui sur le plateau du Moulon et qu’il occupe encore actuellement.
Ces trois fondateurs, ainsi que Pierre-Gilles de Gennes qui a passé 10 ans (1961-1971) au laboratoire, ont imprimé aux recherches trois caractéristiques encore présentes actuellement : mettre en symbiose les propriétés électroniques, magnétiques, optiques et mécaniques avec les problèmes d’organisation de la matière (les structures avec leurs imperfections), coupler l’expérience avec la théorie et développer une instrumentation scientifique originale pour répondre à ces questions. Dans ce même état d’esprit, André Guinier et Jacques Friedel ont créé avec Pierre Aigrain, dès 1955, un des premiers diplômes de « Troisième Cycle d’Enseignement Supérieur » en physique des solides.
Le laboratoire a été très fortement associé aux progrès en métallurgie liés à la notion de dislocation, introduite en France par Jacques Friedel et ses élèves, avec la trilogie : théorie, observation dans l’espace réel (microscopies) et réciproque (diffraction). C’est cette culture qui a ouvert des investigations à de plus larges domaines de la matière dense et a conduit à la formation une école originale de classification géométrique des défauts (dislocations de rotation ; réseaux de courbure, amorphes et quasi-cristaux ; réseaux de torsion et phases bleues ;...) et de l’étude de leur organisation dans des phases ordonnées complexes.
On retrouve de nos jours cette façon d’aborder l’étude de la matière condensée dans les trois grands axes de recherche du laboratoire : les « nouveaux états électroniques de la matière », les « phénomènes physiques aux dimensions réduites » et la « matière molle et interface physique-biologie ». Les travaux d'Albert Fert qui ont conduit à la découverte de la magnétorésistance géante ont été menés au sein de ce laboratoire en collaboration avec une équipe du Laboratoire Central de Recherches de Thomson-CSF.